# 第三張創作專輯
《第三張創作專輯》是蕭閎仁的第三張大碟，在2010年12月31日推出。專輯的第一主打歌是《惦惦...好嗎？》，另外，第二主打歌《小小流浪狗》除由他自己包辦曲詞編外，還親自拍攝此曲的音樂錄影帶。

## 曲目
| 曲序 | 曲名               | 曲     | 詞            | 編曲            | 附註                          |
| 01   | 神探伽利略         | 思涵   | 思涵 陳建寧   | 呂聖斐          | 新馬第三主打歌                |
| 02   | 太自由             | 蕭閎仁 | 呂至傑        | Terence Teo     | 第三主打歌                    |
| 03   | 他贏了             | 蕭閎仁 | 蕭閎仁 謝宥慧 | 郭偉聰          |                               |
| 04   | 芥茉可樂           | 蕭閎仁 | 蕭閎仁 島克林 | 蕭閎仁          | 第六主打歌                    |
| 05   | 惦惦...好嗎？      | 蕭閎仁 | 蕭閎仁        | 蕭閎仁          | 第一主打歌                    |
| 06   | 抹煞我             | 翁元佑 | 翁元佑 施立   | 吳慶隆          | 第四主打歌                    |
| 07   | 小小流浪狗         | 蕭閎仁 | 蕭閎仁        | 蕭閎仁          | 第二主打歌                    |
| 08   | 隔離島             | 蕭閎仁 | 蕭閎仁 陳建寧 | 郭偉聰          |                               |
| 09   | 我是一個瘦瘦的男生 | 蕭閎仁 | 蕭閎仁 陳建寧 | 蕭閎仁          | 原唱者為張克帆 新馬第二主打歌 |
| 10   | 這就是愛           | 蕭閎仁 | 蕭閎仁 胡如虹 | 蕭閎仁 四號出口 | 第五主打歌                    |

## 唱片版本
- CD版